# Guinea-Bisáu en los Juegos Olímpicos de París 2024
Guinea-Bisáu estuvo representado en los Juegos Olímpicos de París 2024 por seis deportistas masculinos que compitieron en cinco deportes.
El portador de la bandera en la ceremonia de apertura fue el luchador Diamantino Iuna Fafé. El equipo olímpico no obtuvo ninguna medalla en estos Juegos.